# Alessandro Paunescu
Alessandro Paunescu (* 5. April 2003 in Graz) ist ein österreichisch-rumänischer Fußballspieler.

## Karriere
Paunescu begann seine Karriere beim UFC Fehring. Zur Saison 2013/14 wechselte er zum FC Gratkorn. Im März 2014 wechselte er in die Jugend des Grazer AK. Zur Saison 2015/16 kam er in die Jugend des Stadtrivalen SK Sturm Graz, bei dem er ab der Saison 2017/18 auch in der Akademie zum Einsatz kam.
In der Winterpause der Saison 2019/20 wechselte er in die Schweiz zum Zweitligisten FC Wil. Im Mai 2020 erhielt er schließlich seine Spielberechtigung für Wil. Daraufhin debütierte er im Juni 2020 in der Challenge League, als er am 24. Spieltag jener Saison gegen den FC Lausanne-Sport in der 84. Minute für Mërgim Brahimi eingewechselt wurde. In eineinhalb Jahren in der Schweiz kam er zu insgesamt zehn Einsätzen für Wil in der Challenge League.
Im August 2021 wechselte er nach Deutschland in die Jugend des Karlsruher SC. Nach der Saison 2021/22 verließ er den KSC wieder. Nach einem halben Jahr ohne Klub schloss Paunescu sich im Jänner 2023 dem Regionalligisten SpVgg Ansbach 09 an. Für Ansbach spielte er viermal in der Regionalliga. Nach der Saison 2022/23 verließ er das Team wieder.
Zur Saison 2023/24 kehrte er dann nach Österreich zurück und wechselte zum fünftklassigen SV Gleinstätten. Für Gleinstätten machte er 17 Spiele in der Oberliga. Zur Saison 2024/25 wechselte Paunescu weiter zum viertklassigen SV Allerheiligen. Für Allerheiligen kam er nur zu einem Einsatz für die siebtklassige Reserve. Im Jänner 2025 wechselte er daraufhin zur fünftklassigen SU Rebenland Leutschach.